# 미야코지마시

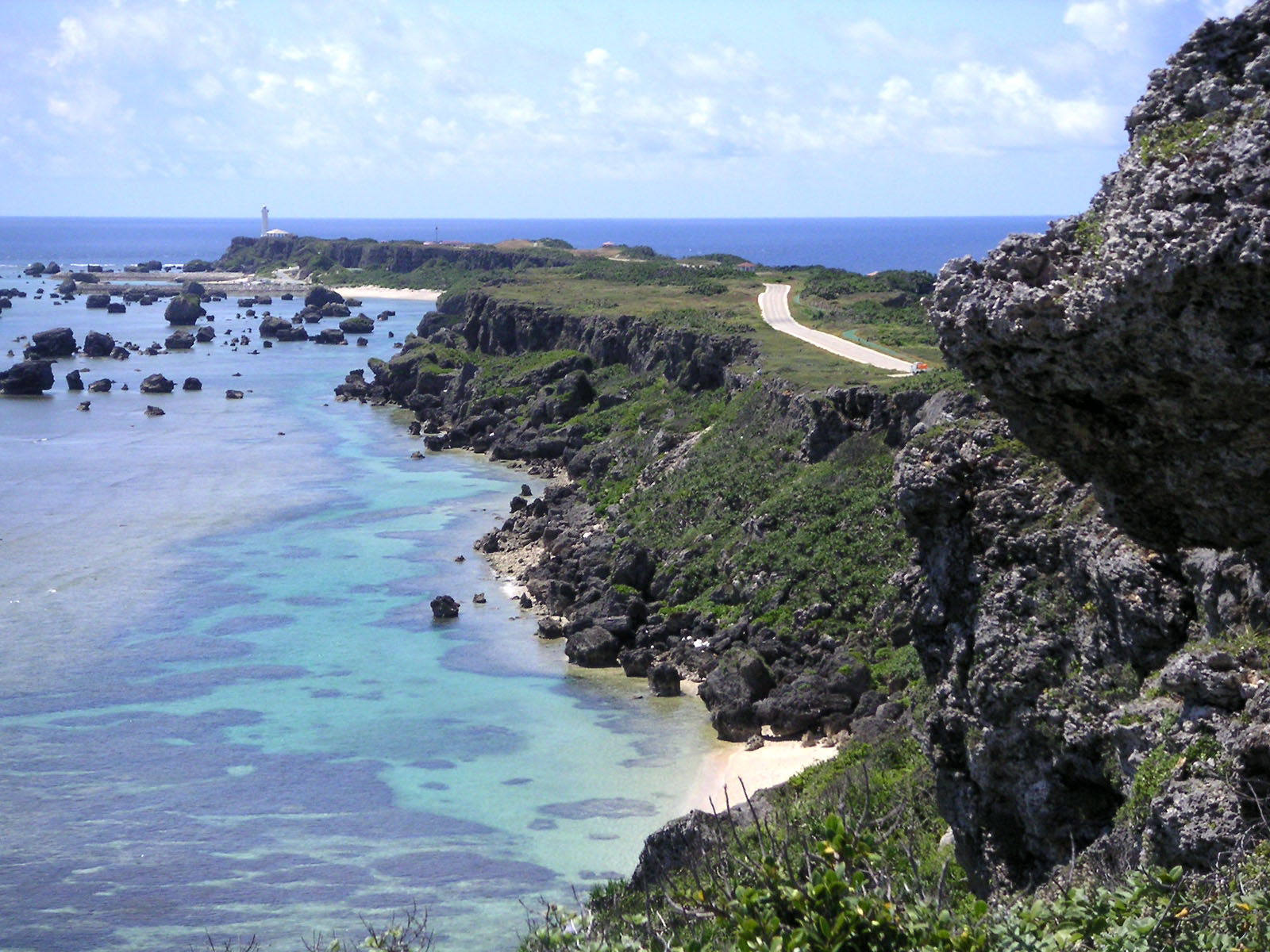
히가시헨나곶

미야코지마시(일본어: 宮古島市, 미야코어: Myāku, 오키나와어: Nāku)는 일본 오키나와현 미야코 제도에 있는 시이다. 2005년 10월 1일에 히라라시와 미야코군의 이라부정, 우에노촌, 구스쿠베정, 시모지정 등 5개 시정촌이 합병해 탄생하였다.

## 지리

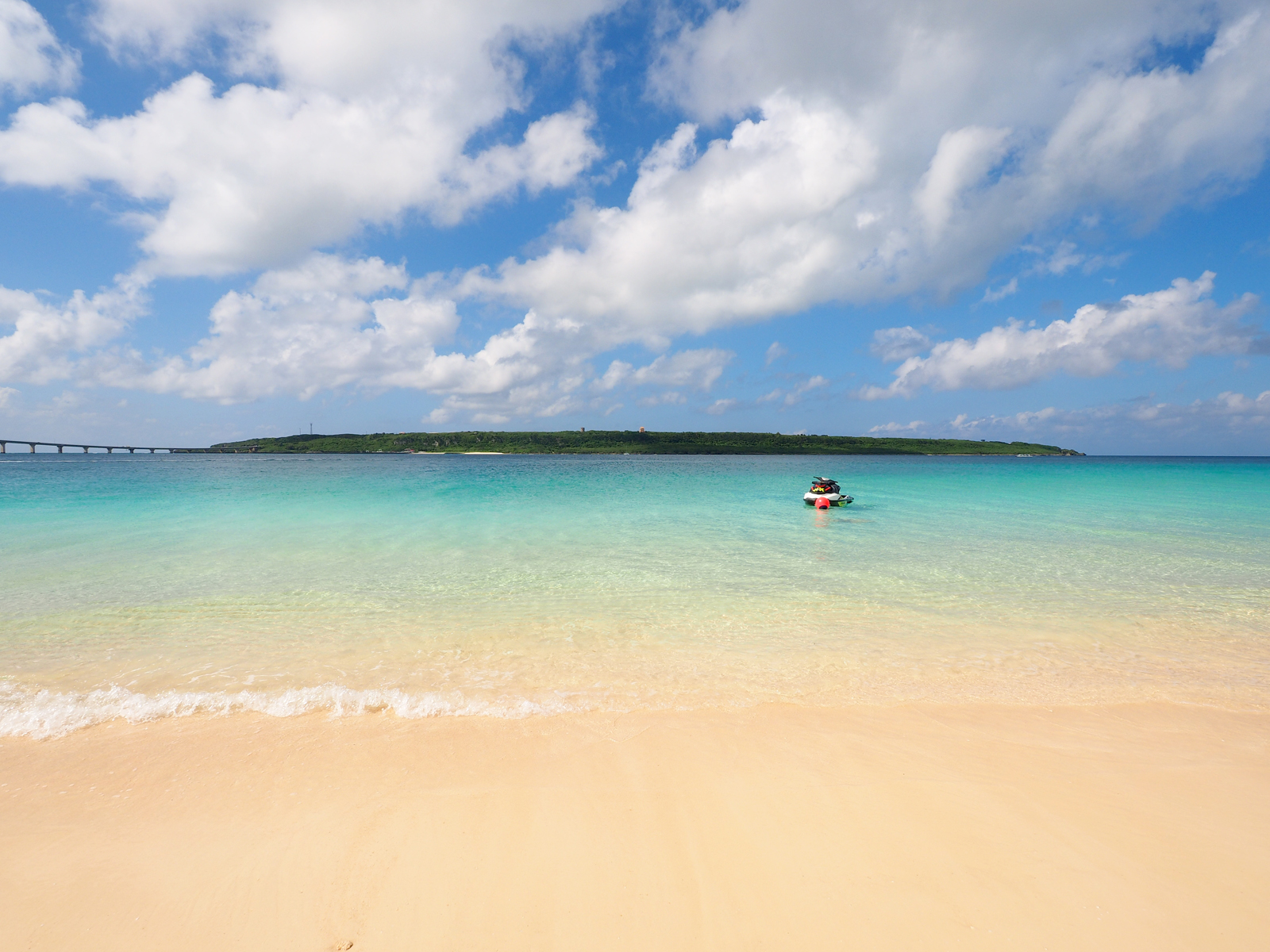
요나하 마에하마 해변

미야코 제도의 미야코섬 전역과 이케마섬, 오가미섬, 구리마섬, 이라부섬, 시모지섬으로 구성된다. 미야코섬과 이케마섬은 이케마 대교, 미야코섬과 구리마섬은 구리마 대교, 이라부섬과 시모지섬은 6개의 다리로 연결되어 있다.

## 역사
- 1908년 4월 1일 - 도서정촌제 시행과 함께 히라라촌, 시모지촌, 구스쿠베촌, 이라부촌이 성립하였다.
- 1913년 2월 14일 - 히라라촌 다라마섬이 다라마촌으로 분리되었다.
- 1924년 2월 1일 - 히라라촌이 정으로 승격해 히라라정이 되었다.
- 1947년 2월 1일 - 구스쿠베촌이 정으로 승격해 구스쿠베정이 되었다.
- 1947년 3월 7일 - 히라라정이 시로 승격해 히라라시가 되었다.
- 1948년 8월 1일 - 시모지촌 동부가 우에노촌으로 분리되었다.
- 1949년 1월 1일 - 시모지촌과 우에노촌의 일부가 합쳐져 시모지정이 되었다.
- 1982년 4월 1일 - 이라부촌이 정으로 승격해 이라부정이 되었다.
- 2005년 10월 1일 - 히라라시·구스쿠베정·시모지정·우에노촌·이라부정 등 5개 시정촌이 합병해 미야코지마시가 성립하였다.

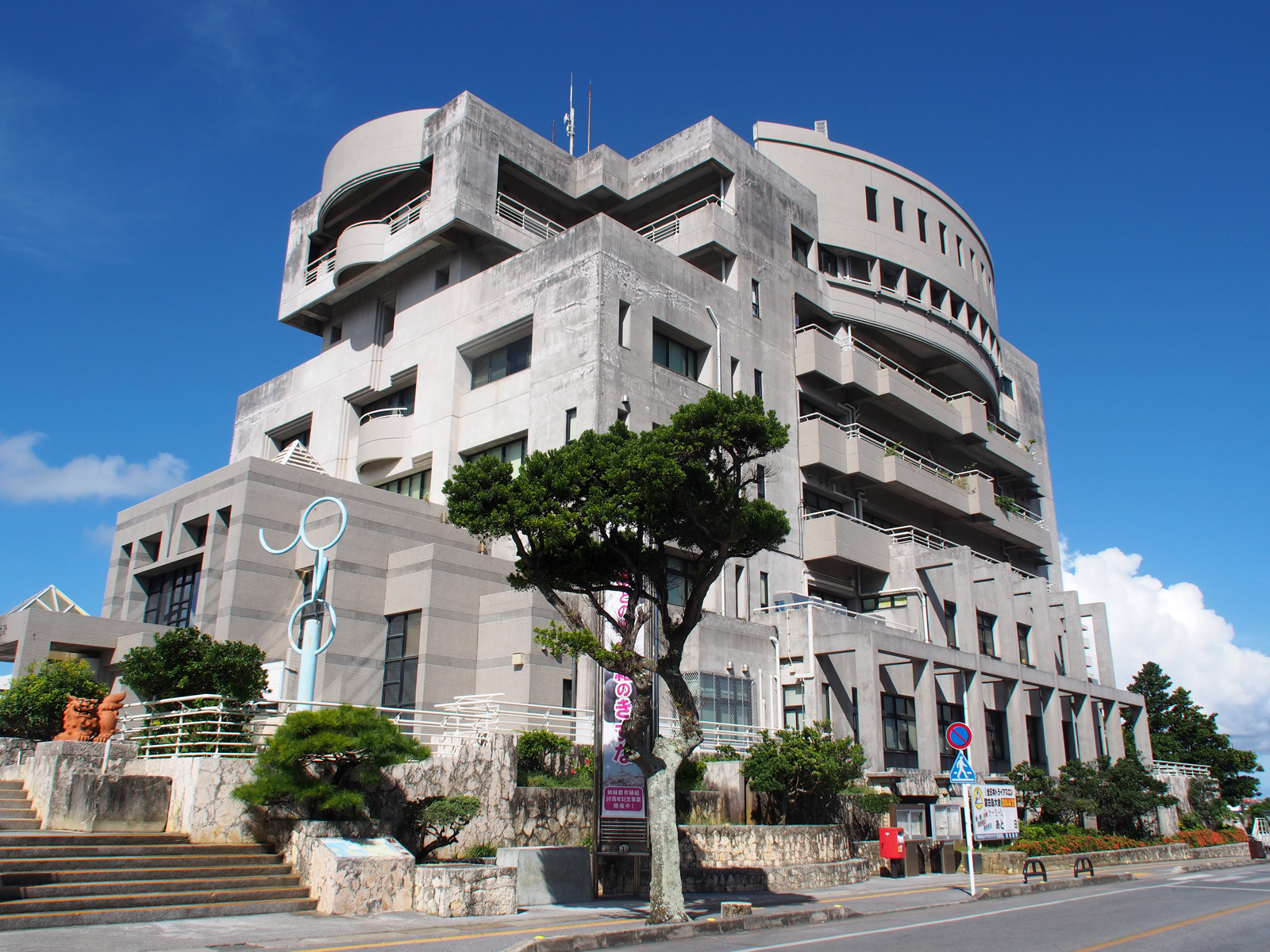
미야코지마시청

## 경제
주요 산업은 농업(사탕수수, 담배, 망고 등)과 관광업 및 주조업, 화학공업이다.

## 교통
미야코지마시에는 두 개의 공항이 있다. 주요 상업 공항인 미야코 공항(MMY)은 미야코섬에 위치하고 있으며, 시모지시마 공항은 시모지섬에 위치한다. 미야코섬과 시모지섬은 서로 인접하며 이라부 대교로 이어져 있어 서로 접근이 용이하다.

### 공항
- 미야코 공항
- 시모지시마 공항

### 도로
- 국도 390호선

### 항만
- 히라라항
- 구루마항
- 나가야마항(이라부지마)
- 사라하마항(이라부지마)

## 기후
쾨펜의 기후 구분으로 열대 우림 기후(Af)와 온난 습윤 기후(Cfa)의 경계에 있으며, 매우 따뜻한 여름과 온화한 겨울이 특징이다. 또한 일년 내내 강수량이 풍부하다. 8월이 가장 습한 달이고, 1월과 7월이 가장 건조한 달이다.
| 미야코지마시의 기후                                          | 미야코지마시의 기후 | 미야코지마시의 기후 | 미야코지마시의 기후 | 미야코지마시의 기후 | 미야코지마시의 기후 | 미야코지마시의 기후 | 미야코지마시의 기후 | 미야코지마시의 기후 | 미야코지마시의 기후 | 미야코지마시의 기후 | 미야코지마시의 기후 | 미야코지마시의 기후 | 미야코지마시의 기후 |
| 월                                                           | 1월                 | 2월                 | 3월                 | 4월                 | 5월                 | 6월                 | 7월                 | 8월                 | 9월                 | 10월                | 11월                | 12월                | 연간                |
| ------------------------------------------------------------ | ------------------- | ------------------- | ------------------- | ------------------- | ------------------- | ------------------- | ------------------- | ------------------- | ------------------- | ------------------- | ------------------- | ------------------- | ------------------- |
| 역대 최고 기온 °C (°F)                                       | 27.0 (80.6)         | 27.6 (81.7)         | 28.6 (83.5)         | 30.7 (87.3)         | 33.3 (91.9)         | 35.1 (95.2)         | 35.3 (95.5)         | 34.2 (93.6)         | 34.2 (93.6)         | 32.5 (90.5)         | 30.9 (87.6)         | 28.8 (83.8)         | 35.3 (95.5)         |
| 일평균 최고 기온 °C (°F)                                     | 20.6 (69.1)         | 21.1 (70.0)         | 22.8 (73.0)         | 25.1 (77.2)         | 27.7 (81.9)         | 30.3 (86.5)         | 31.7 (89.1)         | 31.3 (88.3)         | 30.1 (86.2)         | 27.8 (82.0)         | 25.3 (77.5)         | 22.2 (72.0)         | 26.4 (79.5)         |
| 일일 평균 기온 °C (°F)                                       | 18.3 (64.9)         | 18.6 (65.5)         | 20.1 (68.2)         | 22.5 (72.5)         | 25.0 (77.0)         | 27.7 (81.9)         | 28.9 (84.0)         | 28.6 (83.5)         | 27.6 (81.7)         | 25.5 (77.9)         | 23.1 (73.6)         | 20.0 (68.0)         | 23.8 (74.8)         |
| 일평균 최저 기온 °C (°F)                                     | 16.3 (61.3)         | 16.6 (61.9)         | 17.9 (64.2)         | 20.4 (68.7)         | 23.0 (73.4)         | 25.7 (78.3)         | 26.8 (80.2)         | 26.5 (79.7)         | 25.6 (78.1)         | 23.8 (74.8)         | 21.3 (70.3)         | 18.2 (64.8)         | 21.9 (71.4)         |
| 역대 최저 기온 °C (°F)                                       | 6.9 (44.4)          | 7.3 (45.1)          | 8.6 (47.5)          | 11.4 (52.5)         | 15.2 (59.4)         | 17.4 (63.3)         | 21.4 (70.5)         | 21.2 (70.2)         | 19.7 (67.5)         | 17.2 (63.0)         | 12.9 (55.2)         | 9.6 (49.3)          | 6.9 (44.4)          |
| 평균 강수량 mm (인치)                                        | 138.8 (5.46)        | 119.8 (4.72)        | 138.7 (5.46)        | 148.7 (5.85)        | 222.3 (8.75)        | 194.7 (7.67)        | 151.6 (5.97)        | 257.4 (10.13)       | 259.3 (10.21)       | 157.9 (6.22)        | 139.8 (5.50)        | 147.2 (5.80)        | 2,076 (81.73)       |
| 평균 강수일수 (≥ 0.5 mm)                                     | 14.3                | 12.0                | 12.4                | 11.3                | 11.7                | 11.0                | 10.6                | 14.0                | 13.2                | 11.2                | 12.5                | 13.9                | 148.2               |
| 평균 상대 습도 (%)                                           | 72                  | 74                  | 76                  | 79                  | 82                  | 84                  | 80                  | 81                  | 79                  | 75                  | 74                  | 71                  | 77                  |
| 평균 월간 일조시간                                           | 85.5                | 90.3                | 116.0               | 122.9               | 149.3               | 191.9               | 241.0               | 210.9               | 179.3               | 151.9               | 112.3               | 92.7                | 1,743.9             |
| 출처: 일본 기상청 (평년값: 1991년~2020년, 극값: 1937년~현재) |                     |                     |                     |                     |                     |                     |                     |                     |                     |                     |                     |                     |                     |

## 자매 도시
- 일본 오카야마현 쓰야마시(1965년 3월 15일)
- 일본 도쿄도 세타가야구
- 일본 홋카이도 무로란시(1998년 8월 3일)
- 일본 니가타현 조에쓰시
- 일본 후쿠시마현 야마군 니시아이즈정
- 일본 도쿠시마현 나루토시
- 일본 기후현 가모군 시라카와정(2004년)
- 미국 하와이주 마우이군(1965년 6월 24일)
- 대한민국 전라남도 목포시(2007년 6월 28일)